# Saison 1 de Shadowhunters
Chronologie
Saison 2
Cet article présente le guide des épisodes de la première saison de la série télévisée américaine Shadowhunters.

## Synopsis
Clarissa « Clary » Fray est une jeune adulte de 18 ans qui vit à New York avec sa mère et étudie l'art. Lors d'une soirée dans un club new-yorkais, elle assiste au meurtre d'une femme par trois jeunes étranger qu'elle seule semble voir et tue par accident un homme. De retour chez elle, sa mère, Jocelyn, lui révèle leur véritable nature : elles descendent d'une longue lignée de Shadowhunters, des chasseurs de démons mi-anges mi-hommes. Mais avant de pouvoir lui en dire plus, des hommes viennent les attaquer, pour récupérer "la coupe mortelle". Ce qui pousse Jocelyn à téléporter Clary ailleurs. 
Clary fait alors la rencontre de Jace, l'un des jeunes du club mais surtout un Shadowhunter. Au côté d'autres Shadowhunters, il lui fait découvrir lInstitut ainsi qu'un monde surprenant et peuplé de Créatures Obscures telles que les vampires, les loups-garous, les sorciers, les fées et autres démons. Clary va tenter de comprendre ce monde particulier auquel elle appartient depuis toujours sans le savoir et de sauver sa mère.

## Généralités
- Aux États-Unis, la saison a été diffusée entre le 12 janvier 2016 et le 5 avril 2016 sur Freeform.
- Dans tous les pays francophones, elle a été diffusée entre le 13 janvier 2016 et le 6 avril 2016 sur Netflix.

## Distribution

### Acteurs principaux
- Katherine McNamara (VF : Leslie Lipkins) : Clarissa « Clary » Fray / Fairchild
- Dominic Sherwood (VF : Gauthier Battoue) : Jace Wayland
- Alberto Rosende (VF : Hugo Brunswick) : Simon Lewis
- Emeraude Toubia (VF : Zina Khakhoulia) : Isabelle « Izzy »  Lightwood
- Matthew Daddario (VF : Clément Moreau) : Alexander « Alec » Lightwood
- Isaiah Mustafa (VF : Jérémie Covillault) : Lucian « Luke » Garroway / Graymark
- Harry Shum Jr (VF : Adrien Larmande) : Magnus Bane

### Acteurs récurrents
- Maxim Roy (VF : Pauline Brunel) : Jocelyn Fray / Fairchild
- Alan Van Sprang (VF : Tony Joudrier) : Valentin Morgenstern
- Jon Cor (VF : Julien Allouf) : Hodge Starkweather
- Kaitlyn Leeb (VF : Jessica Monceau) : Camille Belcourt
- Jade Hassouné (VF : Eilias Changuel) : Meliorn
- David Castro (en) (VF : Julien Bouanich) : Raphaël Santiago
- Stephanie Bennett (VF : Sandra Valentin) : Lydia Branwell
- Nicola Correia-Damude (VF : Sophie Riffont) : Maryse Lightwood
- Paulino Nunes (VF : Loïc Houdré) : Robert Lightwood
- Jack Fulton : Max Lightwood
- Christina Cox (VF : Ivana Coppola) : Elaine Lewis
- Shailene Garnett (VF : Valérie Decobert) : Maureen Brown
- Joel Labelle (VF : Thibaut Lacour) : Alaric
- Stephen R. Hart (en) (VF : Gilles Morvan) : Frère Jeremiah
- Jordan Hudyma (VF : François Santucci) : Samuel Blackwell
- Raymond Ablack (VF : Gwendal Anglade) : Raj
- Vanessa Matsui (VF : Margot Faure) : Dorothea « Dot » Rollins

## Épisodes

### Épisode 1:La Coupe Mortelle
- États-Unis : 12 janvier 2016 sur Freeform
- reste du  : 13 janvier 2016 sur Netflix

- Lisa Marcos (VF : Laëtitia Lefebvre) : Susanna Vargas
- Curtis Morgan (VF : Jean-Baptiste Anoumon) : Emil Pangborn
- Wesley French (VF : Emmanuel Lemire) : Konrad
- Mouna Traoré : Midori
- Sofia Wells : Clary enfant
- Jordan Madley : Le démon
- Edie Inksetter : Professeur Overton

### Épisode 2:La descente aux enfers n'est pas facile
- États-Unis : 
  - 12 janvier 2016 sur l'application Freeform
  - 19 janvier 2016 sur Freeform
- reste du  : 20 janvier 2016 sur Netflix

- Lisa Marcos (VF : Laëtitia Lefebvre) : Susanna Vargas
- Curtis Morgan (VF : Jean-Baptiste Anoumon) : Emil Pangborn
- Mouna Traoré : Midori

### Épisode 3:La Fête du mort
- États-Unis : 26 janvier 2016 sur Freeform
- reste du  : 27 janvier 2016 sur Netflix

- Stephen Huszar (en) : Brad

### Épisode 4:Une fête d'enfer
- États-Unis : 2 février 2016 sur Freeform
- reste du  : 3 février 2016 sur Netflix

- Curtis Morgan (VF : Jean-Baptiste Anoumon) : Emil Pangborn
- Shainu Bala (VF : François Santucci) : Elias
- Garrett Hnatiuk : Rogue

### Épisode 5:La Traque
- États-Unis : 9 février 2016 sur Freeform
- reste du  : 10 février 2016 sur Netflix

- Ari Cohen (en) : Theo

### Épisode 6:Des anges et des hommes
- États-Unis : 16 février 2016 sur Freeform
- reste du  : 17 février 2016 sur Netflix

- Susanna Fournier (VF : Sara Viot) : Jocelyn jeune
- Owen Roth (VF : François Santucci) : Valentin jeune
- Nykeem Provo : Luke jeune

### Épisode 7:Arcanes majeurs
- États-Unis : 23 février 2016 sur Freeform
- reste du  : 24 février 2016 sur Netflix

- Lisa Marcos (VF : Laëtitia Lefebvre) : Susanna Vargas
- Michael Cram : Inspecteur Ned Fisk
- Holly Deveaux : Rebecca Lewis

### Épisode 8:Contamination
- États-Unis : 1er mars 2016 sur Freeform
- reste du  : 2 mars 2016 sur Netflix

- Susanna Fournier (VF : Sara Viot) : Jocelyn jeune
- Nykeem Provo : Luke jeune

### Épisode 9:Insurrection
- États-Unis : 8 mars 2016 sur Freeform
- reste du  : 9 mars 2016 sur Netflix

### Épisode 10:L'autre dimension
- États-Unis : 15 mars 2016 sur Freeform
- reste du  : 16 mars 2016 sur Netflix

- Michael Cram : Inspecteur Ned Fisk
- Adam J. Harrington (en) : Michael Wayland

### Épisode 11:L'appel du sang
- États-Unis : 22 mars 2016 sur Freeform
- reste du  : 23 mars 2016 sur Netflix

- Adam J. Harrington (en) : Michael Wayland
- Mimi Kuzyk : L'inquisitrice Imogen Herondale

### Épisode 12:Malec
- États-Unis : 29 mars 2016 sur Freeform
- reste du  : 30 mars 2016 sur Netflix

- Adam Kenneth Wilson (VF : François Delaive) : Ragnor Fell

- Le titre original et français de l'épisode est un mélange entre le prénom de Magnus et celui de Alec. C'est avec ce nom que les fans de la série littéraire désignent le couple formé par ces deux personnages.

### Épisode 13:L'étoile du matin
- États-Unis : 5 avril 2016 sur Freeform
- reste du  : 6 avril 2016 sur Netflix